# Giovanni Angelo Criscuolo
Giovanni Angelo Criscuolo ou Giovanni Angelo Crisconio  né à Naples vers 1500 ou 1510 et mort à Naples vers 1580, est un peintre italien de la Renaissance, actif à la fin du XVIe siècle, principalement dans sa ville natale de Naples.

## Biographie
Giovanni Angelo Criscuolo est documenté en tant que notaire entre 1536 et 1560, mais, selon de Dominici, Criscuolo a abandonné cette profession et a passé cinq ans dans l'atelier de Marco Pino, qui l'a aidé à obtenir sa première commande publique,Adoration des mages, signée et datée (1562), une œuvre perdue mais décrite par les sources napolitaines de l'époque, pour l'église San Luigi di Palazzo à Naples. La date exacte de sa mort n'est pas connue, certaines sources la situent aux alentours de l'an 1580.
Giovanni Angelo Criscuolo est le frère du peintre Giovanni Filippo Criscuolo et l'oncle de Mariangiola Criscuolo.

## Œuvres
Bernardo de Dominici décrit plusieurs de ses œuvres dans les églises de Naples, parmi lesquelles des retables : 
- Martyre de Saint Stephane, église Santo Stefano ;
- Vierge à l'Enfant, avec Saint Jérôme (1572), église Monte Calvario ;
- Annonciation, église San Severino ;
- Assomption de la Vierge, basilique San Giacomo degli Spagnoli.
- Nativité, église San Gregorio Armeno, Naples[2]

## Publication
Il a écrit une Histoire des artistes napolitains en 1569.

## Sources
- (en) Cet article est partiellement ou en totalité issu de l’article de Wikipédia en anglais intitulé « Giovanni Angelo Criscuolo » (voir la liste des auteurs).
- (en) ArtFact